# Pierre-Charles Bridan
Pierre-Charles Bridan (1766 París - 1836 Versalles) fue un escultor francés. 
Alumno de su padre Charles-Antoine Bridan. 
Obtuvo el Premio de Roma en 1791. Gracias a ello viajó a Roma y estuvo pensionado en la Villa Médici, como alumno de la Academia de Francia en Roma durante tres años entre 1791 y 1793.

## Selección de obras

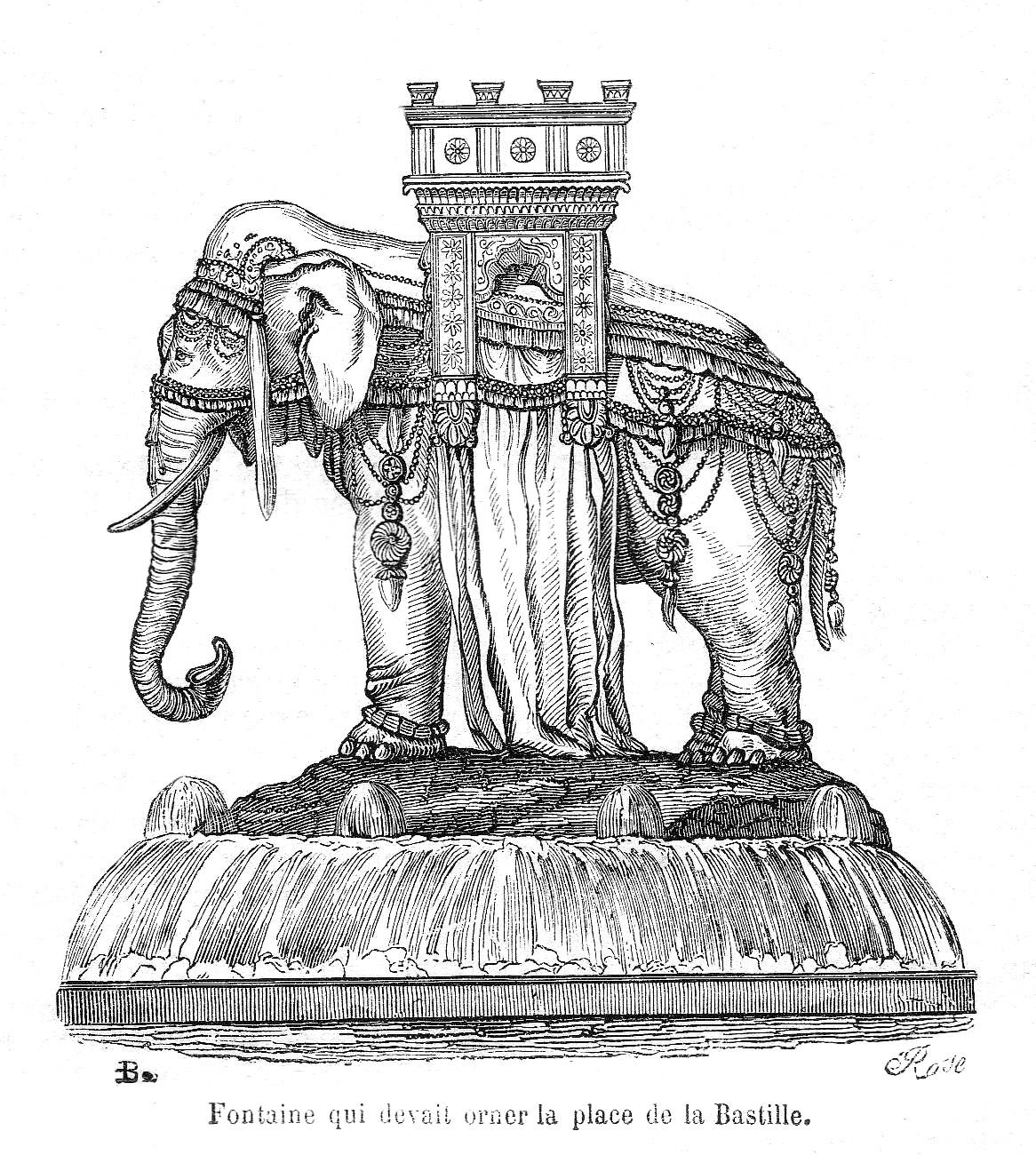
El Elefante de la Bastilla (proyecto, hacia 1812).

- Buste du Titien - Busto de Tiziano en el Museo del Louvre[1]
- Duguesclin
- Bossuet
- Doce de los bajorrelieves de la Columna Vendome
- Epaminodas muriendo
- Malborough (1650-1722) busto en el Museo del Louvre[2]
- Vulcano - Vulcain estatua en mármol en al Senado y jardín de Luxemburgo
- Éléphant de la Bastille.